# Hércules (nombre)
Hércules es un nombre propio masculino de origen griego en su variante en español. Es la forma latinizada de Heracles, el famoso héroe mitológico griego. El nombre procede de Ἡρακλῆς (Hēraklḗs), compuesto de Ἥρα (Hera, diosa griega esposa de Zeus) y ϰλῆς (gloria), por lo que quiere decir «gloria de Hera».

## Variantes
| Variantes en otras lenguas | Variantes en otras lenguas |
| -------------------------- | -------------------------- |
| Español                    | Hércules                   |
| Alemán                     | Herkules                   |
| Catalán                    | Hèrcules                   |
| Checo                      | Herkules                   |
| Francés                    | Hercule                    |
| Galés                      | Ercwlff                    |
| Griego                     | Ἡρακλῆς (Hēraklḗs)         |
| Inglés                     | Hercules                   |
| Italiano                   | Ercole                     |
| Latín                      | Hercules                   |
| Neerlandés                 | Hercules                   |
| Polaco                     | Herkules                   |
| Portugués                  | Hércules                   |
| Ruso                       | Геркулес (Gerkules)        |